# 于
于（う、Yú）は、漢姓のひとつ。『百家姓』の82番目。

## 中国の姓
2020年の中華人民共和国の第7回全国人口調査（国勢調査）に基づく姓氏統計によると中国で42番目に多い姓であり、663.86万人がいる。北方系の姓であるため、台湾の2018年の統計では第105位で、12,958人がいる。
中国語普通話で Yú と発音する姓には、ほかに「兪・余・虞・魚」がある。そのため、「干にかぎの于」と呼ぶことが多い。また、簡体字では「おける」の意味を表す介詞の「於」が「于」に統一されたが、姓の「於」（ピンイン：Yū）は「于」と別の姓であり、誤記は注意すべきである。

### 由来
周の武王の子を邘国（現在の河南省沁陽市）に封じたが、のちにその子孫がおおざとを抜いた「于」を氏としたのが由来であるという。
鮮卑の八姓のひとつにも于氏があるが、『魏書』官氏志によると勿忸于氏が単姓化したものであるという。
また、唐代には淳于氏の「淳」字が憲宗の諱の「淳→純」と同音であるため、避諱して「于」一字のみにしたという。

### 著名な人物
- 于定国 - 前漢の丞相。
- 于吉 - 後漢末の道士。
- 于禁 - 後漢末、三国時代の魏の武将。
- 于皇后（宣武順皇后）- 北魏の宣武帝の皇后。
- 于謹 - 北魏・西魏・北周の軍人。八柱国のひとり。
- 于志寧 - 唐の政治家。于謹の曾孫。
- 于謙 - 明の政治家。
- 于右任 - 中華民国の政治家、書家。
- 于斌 - カトリック枢機卿。
- ロニー・ユー（于仁泰） - 映画監督。
- ユー・ロングァン（于栄光） - 俳優、映画監督。
- 于海 - サッカー選手。
- 于漢超 - サッカー選手。
- 于大宝 - サッカー選手。
- 于洋 - サッカー選手。
- 于静 - スピードスケート選手。
- 于頌 - 柔道選手。

## 朝鮮の姓
于（ウ、朝: 우）は、朝鮮人の姓の一つである。2015年の韓国の国勢調査による人口は756人。

### 著名な人物
- 于邦宰（朝鮮語版） - 高麗の武臣。
- 于学儒（朝鮮語版） - 高麗の武臣。
- 于述儒（朝鮮語版） - 高麗の文臣。
- 于承慶（朝鮮語版） - 高麗の武臣。

### 氏族
| 氏族（地域） | 創始者 | 人数（2015年） |
| ------------ | ------ | -------------- |
| 慶州于氏     |        | 11             |
| 丹陽于氏     |        | 11             |
| 木川于氏     |        | 466            |
| 釜山于氏     |        | 11             |
| 山東于氏     |        | 15             |
| 安山于氏     |        | 5              |
| 玉川于氏     |        | 6              |
| 龍仁于氏     |        | 5              |
| 仁川于氏     |        | 18             |
| 全州于氏     |        | 11             |
| 忠州于氏     |        | 5              |
| 漢陽于氏     |        | 31             |